# Anolis parilis
Anolis parilis este o specie de șopârle din genul Anolis, familia Polychrotidae, descrisă de Williams 1975. Conform Catalogue of Life specia Anolis parilis nu are subspecii cunoscute.